# 瓦德雷特湖
46°24′00″N 9°50′57″E / 46.40000°N 9.84917°E

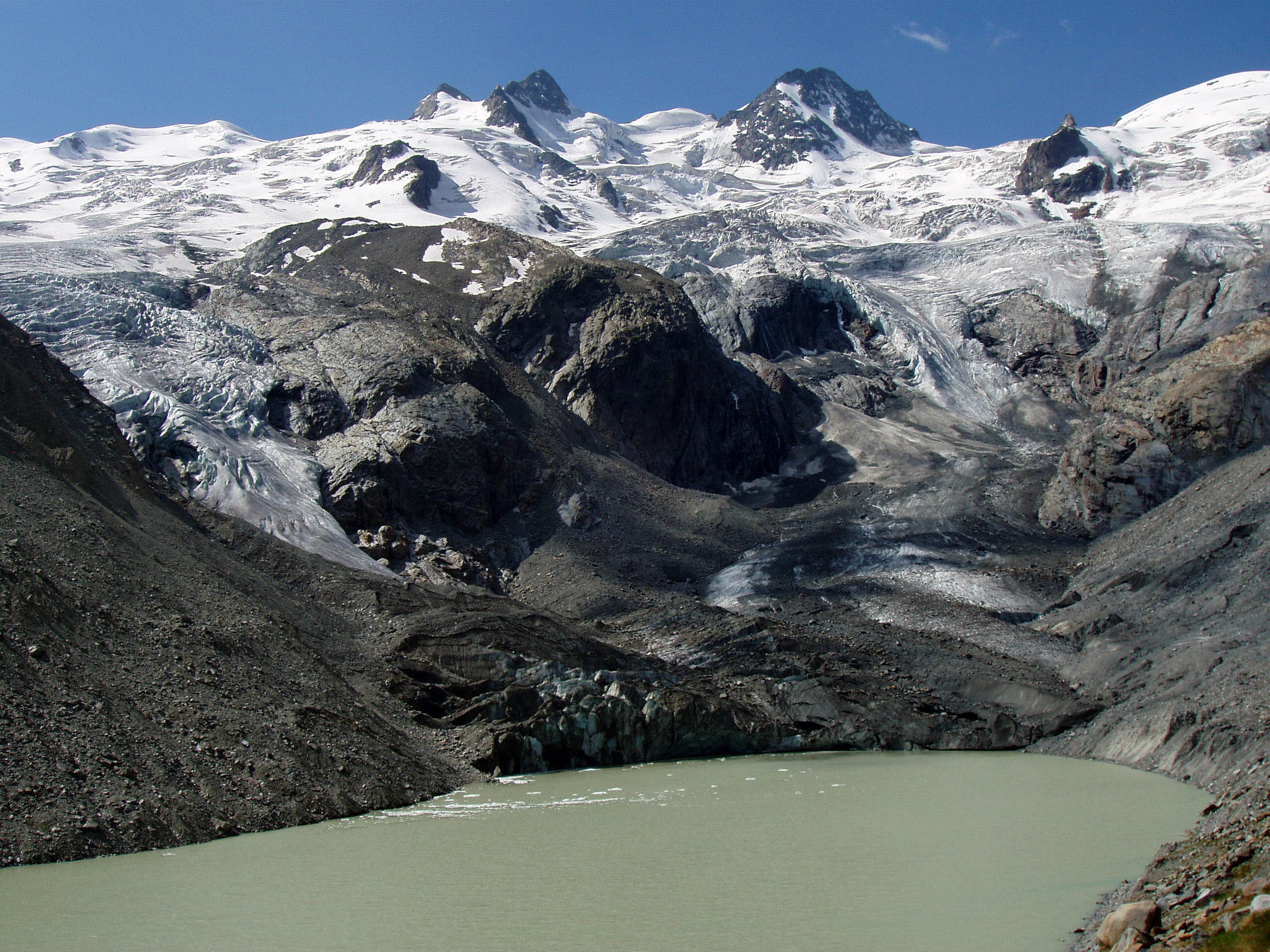

瓦德雷特湖（Lej da Vadret），是瑞士的湖泊，位於該國東南部，由格勞賓登州負責管轄，處於貝爾尼納山脈，長1.5公里、寬0.3公里，面積0.4平方公里，海拔高度2,160米。